# ネースケンス・ケバノ
ネースケンス・ケバノ（Neeskens Kebano 、1992年3月10日 - ）は、フランス・セーヌ＝エ＝マルヌ県モントルー＝フォール・ヨン出身のプロサッカー選手。コンゴ民主共和国代表。ポジションは、ミッドフィールダー。

## クラブ経歴
地元クラブでのプレーを経て、2006年7月にパリ・サンジェルマンFCのアカデミーに入団。2010年8月にアマチュアリーグ所属のリザーブチームでデビューを飾り、2011年2月のクープ・ドゥ・フランス・FCマルティーグ戦で念願のトップチームデビューを果たした。3月のクープ・ドゥ・フランス・ル・マンFC戦でプロ初ゴールを決めた。
2012年8月14日、SMカーンにレンタル移籍。
2013年9月2日、ベルギー・ジュピラー・プロ・リーグのシャルルロワSCと2年契約を結んだ。
2015年8月27日、KRCヘンクと4年間契約を結んだ。
2016年8月26日、フラムFCと延長オプション付きの3年契約を結んだ。2017年2月11日のウィガン・アスレティック戦で初ゴールを挙げ、3-2の勝利に貢献した。

## 代表歴

### ゴール
| #  | 開催日         | 開催地     | 対戦国             | スコア | 結果 | 試合概要                           |
| -- | -------------- | ---------- | ------------------ | ------ | ---- | ---------------------------------- |
| 1. | 2014年10月15日 | アビジャン | コートジボワール   | 1–0    | 4–3  | アフリカネイションズカップ2015予選 |
| 2. | 2016年9月4日   | キンシャサ | 中央アフリカ共和国 | 1–0    | 4–1  | アフリカネイションズカップ2017予選 |
| 3. | 2016年11月13日 | コナクリ   | ギニア             | 1–1    | 2–1  | 2018 FIFAワールドカップ予選        |
| 4. | 2017年1月20日  | オイェム   | コートジボワール   | 1–0    | 2–2  | アフリカネイションズカップ2017     |
| 5. | 2017年11月11日 | キンシャサ | ギニア             | 3–1    | 3–1  | 2018 FIFAワールドカップ予選        |